# Ando Masahashi
Ando Masahashi is een personage uit de televisieserie Heroes. Hij wordt gespeeld door James Kyson Lee. Ando is de beste vriend van Hiro. Hij werkt met hem bij hetzelfde bedrijf genaamd Yamagato Industries waarvan de baas Hiro's vader is.

## Eerste seizoen
Wanneer Hiro erachter komt dat hij bijzonder is, vertelt hij dit als eerste aan Ando. Hiro vertrouwt altijd op Ando. In het begin gelooft Ando hem niet en hebben ze vaak ruzies. Wanneer Hiro naar de toekomst gaat en een tijdschrift meeneemt waarin alles beschreven staat, begint Ando hem te geloven. Ze reizen naar de Verenigde Staten. Ze gaan daar als eerste naar Las Vegas. Ze gaan daar Hiro's krachten 'misbruiken'. Ze gaan naar casino's en spelen vals bij spellen als roulette, door het balletje te verplaatsten en bij poker, door kaarten te verwisselen.
In de loop van de tijd begint Hiro zijn krachten te verliezen, omdat hij er geen controle over heeft. Dan steelt hij het zwaard van Takezo Kensei. Op een gegeven moment breekt het zwaard en ze moeten het laten repareren. In de 'winkel' waar ze het zwaard gaan laten repareren komen ze Hiro's vader tegen. Hij houdt Hiro tegen en wil hem spreken. Ando denkt dat Hiro de wereld niet meer zal redden en gaat zelf op weg naar Sylar. Hiro redt hem ternauwernood.
In de aflevering Five Years Gone' zijn ze vijf jaar in de toekomst beland. Daar komt Hiro erachter dat Ando is doodgegaan bij de explosie van Peter. De Peter uit de toekomst zegt dat Hiro uit de toekomst er alles gedaan heeft om de explosie te verhinderen om Ando te kunnen redden. Na Ando's dood was Hiro wreed geworden, hij had geen medelijden meer met mensen.

## Tweede seizoen
In het tweede seizoen is Hiro driehonderd jaar in het verleden beland. Hij maakt heel wat mee en deelt dit met Ando. Hij doet dit door briefjes in in het handvat van het zwaard van Takezo Kensei te doen. Op een gegeven moment komt Hiro dan terug en vraagt Ando om advies.

## Derde seizoen
In het derde seizoen is Hiro de nieuwe CEO van het bedrijf waar hij werkt. Hij verving zijn vader. Wanneer Hiro en Ando staan te praten in Hiro's kantoor, komt de advocaat van de familie Nakamura binnen. Hij overhandigt hen een dvd van Hiro's vader. Hij vertelt dat hij een geheim moet bewaren en nooit de kluis open moet maken. Hiro maakt de kluis toch open. Daar zit een papiertje en nog een dvd bij. Kaito vertelt dat het papiertje een helft is van een formule. Die moet Hiro met zijn leven beschermen. Onmiddellijk komt er iets en pakt het blaadje. Hiro stopt de tijd en ziet een spoor. Hij volgt het en komt bij Daphne uit. Zij blijkt een speedster te zijn en wordt gelimiteerd tot normaal bewegen wanneer Hiro de tijd stopt. Zij slaat hem in het gezicht en gaat verder. Ando komt bij hem en zegt dat Hiro de kluis niet open had moeten maken.
Wanneer de formule is gestolen zegt Ando dat ze het terug moeten halen. Hij zegt dat hij naar het verleden kan gaan en het terugpakken. Hiro zegt dat het verleden veranderen dramatische gevolgen kan hebben. Hij gaat dan naar de toekomst om te kijken wat de gevolgen zijn. Het blijkt dat de formulue ervoor heeft gezorgd dat iedereen een 'gave' kan krijgen. Wanneer ook Ando een gave heeft, zegt de Hiro uit de toekomst dat Ando hem heeft bedrogen. Ando wordt boos en vermoordt Hiro. Als gevolg hiervan verliest Hiro het vertrouwen in Ando.
Wanneer Hiro later gevangen zit in het verleden, besluit Ando om een speciale injectie te gebruiken om krachten te krijgen. Zijn originele plan was om zelf ook terug in te tijd te kunnen reizen, maar hij kreeg in de plaats de kracht om andere hun krachten tijdelijk te versterken.